# Berindia
Berindia – wieś w Rumunii, w okręgu Arad, w gminie Buteni. W 2011 roku liczyła 213 mieszkańców. 